# Саумалколь (озеро, Шарыктинский сельский округ)
Саумалко́ль (каз. Саумалкөл) — бессточное солёное озеро в Шарыктинском сельском округе Каркаралинского района Карагандинской области Казахстана. Расположено на севере района на высоте 679,8 м над уровнем моря. Площадь — 6,5 км², длина — 3,6 км, ширина — 2,7 км. Объём воды — 9 млн м³. Наибольшая глубина — 2,7 м. Длина береговой линии — 13,3 км. Берега обрывистые, до 13 м в юго-восточной части, илистые. Площадь водосбора — 107 км², примерно половина из которых распахана. Питание в основном снеговое и за счёт грунтовых вод. С севера в озеро впадают два ручья. Вода горькая, со значительным содержанием йода, фтора, брома и бора.